# Gustave Sandras
Gustave Sandras (24. února 1872 Croix – 21. června 1951 Flers-lez-Lille) byl francouzský gymnasta, který se stal prvním olympijským vítězem ve víceboji.
Pracoval jako tovární dělník a gymnastice se věnoval od roku 1889 v klubu Société La Patriote de Croix. V roce 1896 se stal přeborníkem departementu Nord.
Na Letních olympijských hrách 1900 vyhrál víceboj jednotlivců, který byl jedinou gymnastickou soutěží na těchto hrách. Skládal se z šestnácti cvičení: po dvou na bradlech, hrazdě, kruzích, koni našíř a v prostných a po jednom v přeskoku, šplhu, skoku dalekém, skoku vysokém, skoku o tyči a vzpírání. Sandras získal v součtu všech kol 302 bodů, což bylo nejvíce ze 135 účastníků.
V roce 1901 se stal gymnastickým mistrem Francie (o titul se dělil s Josephem Martinezem).
V jeho rodném městě je po něm pojmenováno sportoviště Stade Gustave-Sandras.